# Dicranomyia uckillya
Dicranomyia uckillya är en tvåvingeart som först beskrevs av Günther Theischinger 1994.  Dicranomyia uckillya ingår i släktet Dicranomyia och familjen småharkrankar. Inga underarter finns listade i Catalogue of Life.